# Triton (měsíc)
Triton (nebo také Neptun I) je největší z měsíců planety Neptun. Byl objeven 10. října 1846 britským astronomem Williamem Lassellem. Je to jediný známý velký měsíc ve Sluneční soustavě s retrográdním pohybem, což znamená, že obíhá v protisměru rotace své planety. S 2700 km v průměru se řadí na pozici sedmého největšího měsíce ve Sluneční soustavě. Kvůli retrográdní dráze a složení podobnému Plutu se předpokládá, že pochází z Kuiperova pásu. Zhruba 15–35 % Tritonu tvoří led. Jeho povrch se skládá ze zmrzlého dusíku a vrstvy ledu, která zřejmě skrývá pevné jádro z hornin a kovů. Jádro tvoří až dvě třetiny jeho celkové hmotnosti. Průměrná hustota Tritonu je 2,061 g/cm3.
Triton je jako jeden z mála měsíců ve Sluneční soustavě geologicky aktivní. Jeho relativně mladý povrch má složitou geologickou historii a vyskytují se na něm kryovulkány, které chrlí dusík. Jeho dusíkatá atmosféra je velmi řídká, atmosférický tlak dosahuje hodnoty méně než 1/70 000 tlaku na úrovni moře na Zemi.
V roce 1989 okolo Tritonu proletěla sonda Voyager 2, která poprvé provedla důkladné pozorování měsíce. Na další vesmírné mise k Tritonu se zatím nepodařilo sehnat finance.

## Objevení a pojmenování

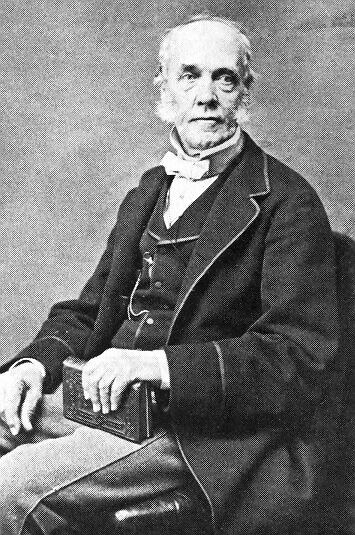
William Lassell, objevitel Tritonu

Triton objevil ve své observatoři poblíž Liverpoolu britský astronom William Lassell 10. října 1846, pouhých 17 dní po objevení samotného Neptunu německými astronomy Johannem Gottfriedem Gallem a Heinrichem Louisem d'Arrestem, kteří získali souřadnice planety z výpočtů francouzského astronoma a matematika Urbaina Le Verriera.
Lassell, povoláním sládek, začal stavět svůj amatérský dalekohled v roce 1820. Když se John Herschel dověděl o objevu Neptunu, napsal Lassellovi, aby zkusil najít jeho potenciální měsíce. Lassell objevil Triton pouhých osm dní poté. Lassell také tvrdil, že objevil Neptunovy prstence. Ale i když byla existence těchto prstenů později opravdu prokázána, jsou tak slabé a temné, že se o tomto Lassellově objevu pochybuje.
Triton je pojmenován po řeckém bohu moří Tritonovi (Τρίτων), synu Poseidóna (což je ekvivalent římského boha Neptuna). Toto jméno poprvé navrhl v roce 1880 Camille Flammarion ve své knize Populární astronomie, ale oficiálně byl tak Triton pojmenován až o několik desetiletí později. Až do objevu druhého měsíce Neptunu Nereidy v roce 1949 se Tritonu říkalo „Neptunův satelit“. Lassell svůj objev nepojmenoval, i když o pár let později navrhl název osmého měsíce Saturnu (Hyperion), svého dalšího objevu. Třetí a čtvrtý měsíc Uranu (Ariel a Umbriel), které Lassell objevil v roce 1851, pojmenoval John Herschel.

## Oběžná dráha a rotace
Triton je výjimečný mezi velkými měsíci Sluneční soustavy svou retrográdní dráhou okolo své planety (obíhá ve směru opačném k rotaci planety). Většina vnějších nepravidelných měsíců Jupiteru a Saturnu a některé vnější měsíce Uranu mají také retrográdní dráhu, ale ty jsou mnohem vzdálenější od svých planet a také menší; průměr největšího z nich, Phoebe, dosahuje jen 8 % průměru (a 0,03 % hmotnosti) Tritonu.
Triton kolem Neptunu obíhá vázaně, což znamená, že k planetě je stále přivrácená jedna strana měsíce. Kvůli nezvyklému sklonu dráhy je Tritonova osa rotace nakloněna o 157° vůči ose rotace Neptunu, která je nakloněna o 30° vůči rovině Neptunova oběhu. Důsledkem těchto dvou sklonů os je, že Tritonova osa rotace leží blízko rovině Neptunova oběhu, a tak na Tritonu během Neptunova roku střídavě svítí slunce na jednu z polárních oblastí. To má pravděpodobně za následek výrazné sezónní výkyvy klimatu.
Dráha oběhu Tritonu kolem Neptunu má tvar téměř dokonalé kružnice s téměř nulovou excentricitou.  Působením slapových sil se zmenšuje průměrná vzdálenost Tritonu od Neptunu a předpokládá se, že asi za 3,6 miliard let Triton překročí Rocheovu mez Neptunu. Triton se potom buď srazí s atmosférou Neptunu a nebo se rozpadne a vytvoří prstenec podobný tomu okolo Saturnu.

## Původ a vývoj

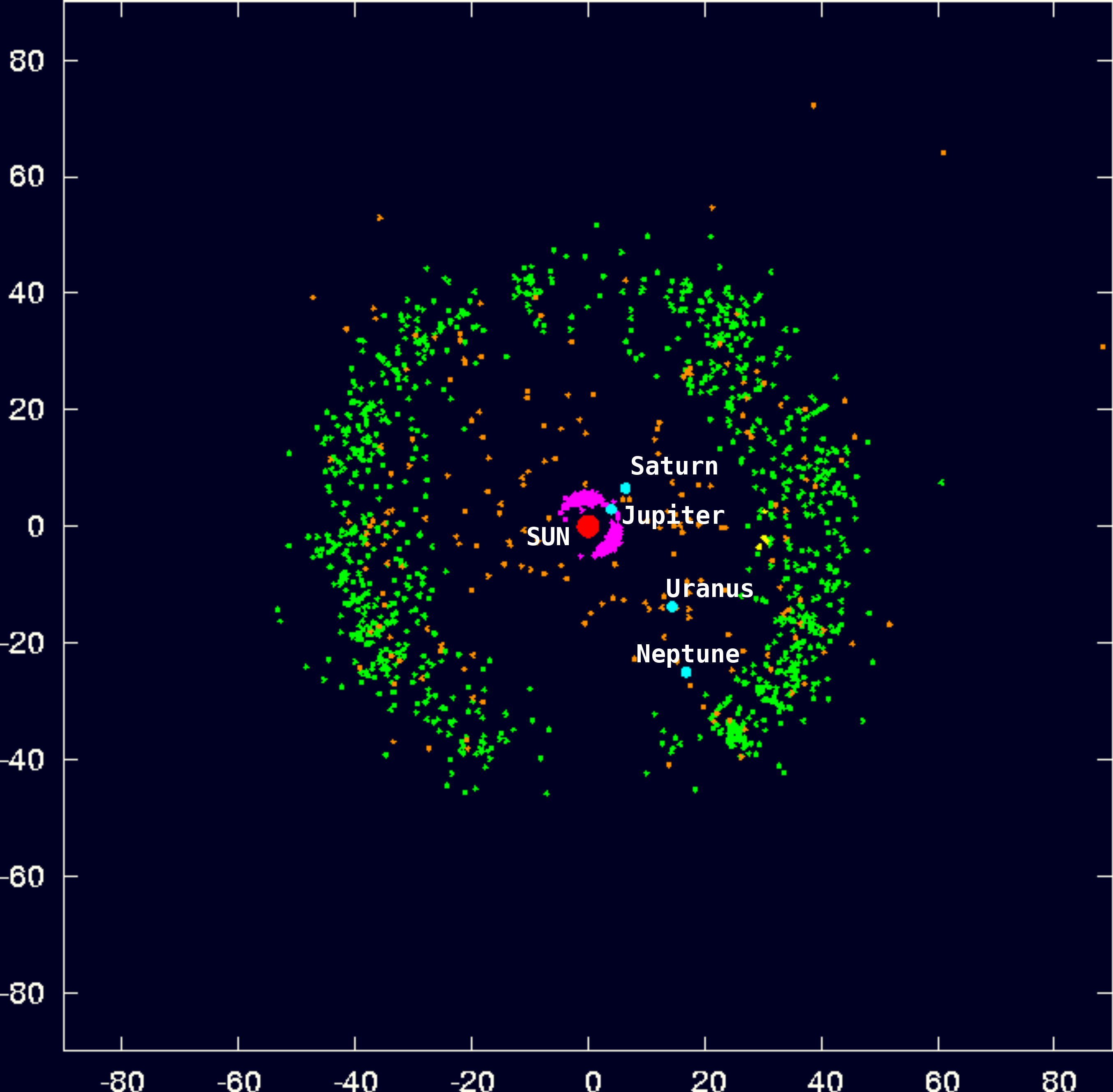
Kuiperův pás, z kterého Triton pravděpodobně pochází

Měsíce s retrográdní dráhou nemohly vzniknout ve stejné oblasti sluneční mlhoviny jako planety, které obíhají. Předpokládá se, že Triton má původ v Kuiperově pásu, odkud ho Neptun zachytil. Kuiperův pás je prstenec složený převážně z malých zmrzlých těles rozkládající se od oběžné dráhy Neptunu až do vzdálenosti přibližně 55 AU od Slunce. Nachází se v něm ale i několik trpasličích planet, například Pluto. Triton je jen o málo větší než Pluto a má téměř stejné chemické složení, takže obě tělesa pravděpodobně vznikla ve stejné oblasti Sluneční soustavy.
Navrhovaná myšlenka zachycení Tritonu by mohla vysvětlit několik vlastností Neptunova systému, jako například neobvykle velikou excentricitu měsíce Nereidy a malý počet měsíců v porovnání s ostatními plynnými obry. Tritonova původní excentrická dráha by se křížila s drahami nepravidelných měsíců a přerušila by dráhy menších přirozených satelitů gravitačními silami.
Excentrická dráha po zachycení Tritonu by také měla za následek oteplování vnitřku měsíce. Kvůli tomu by vnitřek Tritonu zůstal několik miliard let v tekutém stavu, což podporují současná zjištění. Tento vnitřní zdroj tepla zmizel se zakulacením dráhy.
Zachycení Tritonu mohlo proběhnout dvěma způsoby. Aby mohlo být těleso gravitačně zachyceno planetou, musí ztratit energii a tím se zpomalit natolik, aby nemohlo uniknout z gravitačního pole planety. Jedna teorie zní, že Triton byl zpomalen kolizí s jiným tělesem, a to buď s takovým, které okolo Neptunu procházelo (což je nepravděpodobné), a nebo přímo s jiným měsícem Neptunu (což je pravděpodobnější). Další teorie navrhuje možnost, že Triton před zachycením tvořil s jiným objektem binární systém (jako například Charon s Plutem). Když se tento binární systém přiblížil k Neptunu, orbitální energie se přesunula z Tritonu na druhý objekt, který se z gravitačního pole Neptunu odpoutal. Tuto teorii podporují některá zjištění, například že mezi objekty Kuiperova pásu jsou binární systémy velmi běžné. Takovéto události mohly být při vzniku Neptunu nebo během jeho migračního období běžné.

## Fyzikální charakteristika

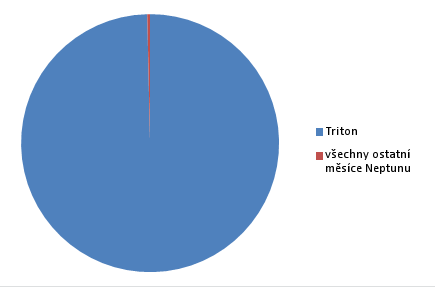
Poměr hmotnosti Tritonu (modře) ke hmotnosti ostatních měsíců Neptunu je obrovský, všechny dohromady dosahují jen 0,3 % jeho hmotnosti. Tento nepoměr mohl nastat, když Triton při zachycení Neptunem zničil značnou část Neptunových původních měsíců.

Triton je sedmý největší měsíc a šestnácté největší těleso Sluneční soustavy; je větší než trpasličí planety Pluto a Eris. Zabírá více než 99,5 % hmotnosti objektů obíhajících okolo Neptunu včetně jeho prstenců a dvanácti dalších měsíců Jeho hmotnost je větší než celková hmotnost všech známých měsíců ve Sluneční soustavě menších než on sám. Velikostí poloměru, hustotou (2,061 g/cm³), teplotou a chemickým složením je podobný Plutu.
Stejně jako u Pluta je 55 % Tritonova povrchu pokryto zmrzlým dusíkem, 15–35 % vodním ledem a zbylých 10–30 % suchým ledem (zmrzlý oxid uhličitý). V malém množství se tam vyskytuje také methan (0,1 %) a oxid uhelnatý (0,05 %). Na povrchu je možná i amoniak v důsledku výskytu dihydrátu amoniaku v litosféře. Hustota Tritonu naznačuje, že zhruba 30–45 % tvoří vodní led a zbytek hornina. Jeho povrch zabírá plochu 23 milionů km², což je 4,5 % povrchu Země. Triton má poměrně vysoké albedo, odráží 60–95 % slunečních paprsků. Země odráží pouze 11 %.
Předpokládá se, že Triton je diferenciovaný stejně jako Země, tedy že má pevné jádro, plášť a kůru. Plášť, kterým je obaleno jádro tvořené kovy a horninami, se skládá z ledu. Pod povrchem Tritonu je dostatek hornin na to, aby radioaktivní rozpad podporoval proudění tepla v plášti. Toto teplo může stačit k tomu, aby dalo vznik podpovrchovému oceánu (podobnému, jako má možná Europa). Potenciální vrstva tekuté vody by mohla dát vznik primitivním formám života.

### Atmosféra

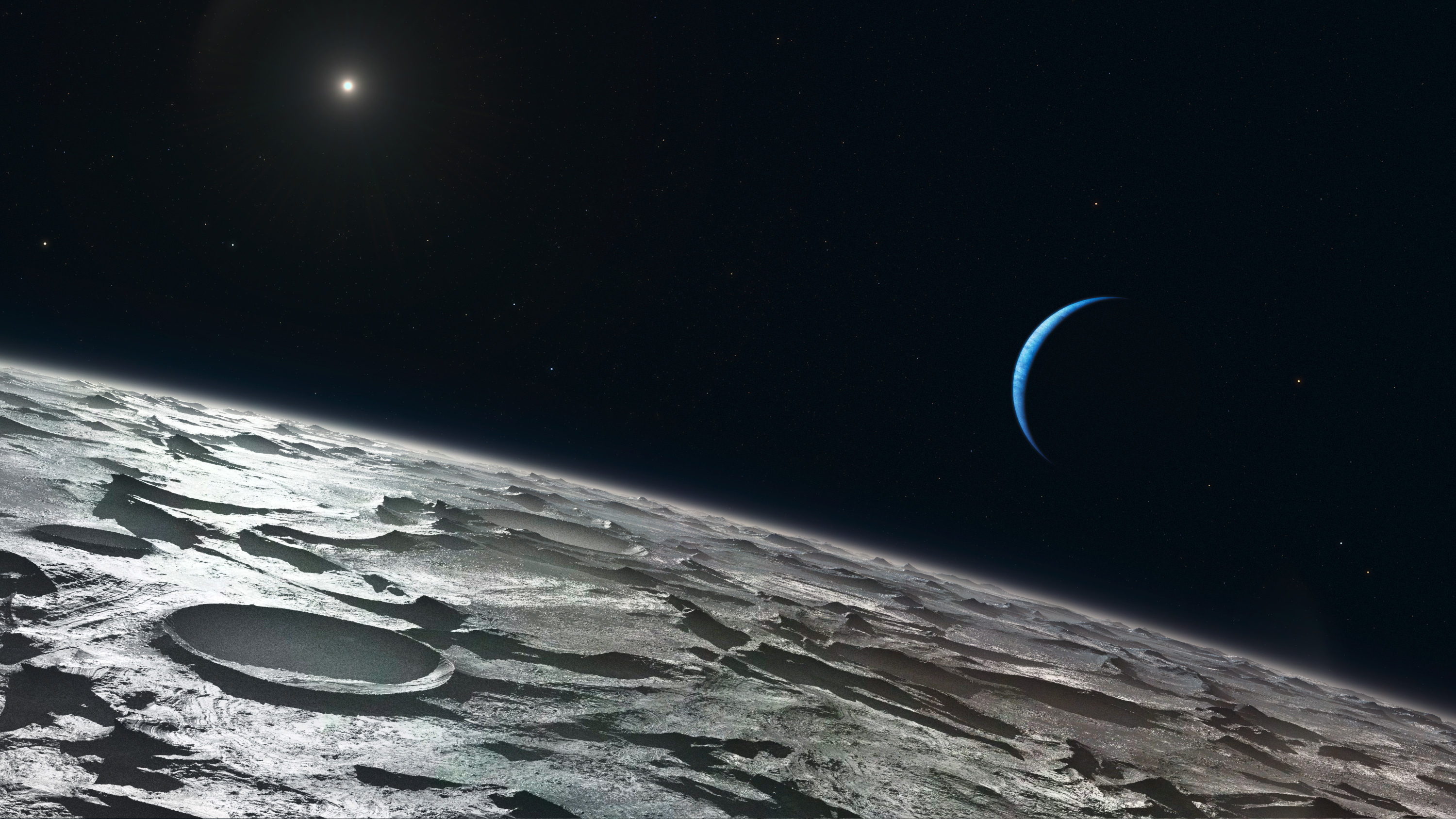
Umělecká představa atmosféry Tritonu

Tritonova atmosféra je tvořena především dusíkem se stopami oxidu uhelnatého a blízko povrchu i se stopami metanu. Vznikla nejspíše vypařováním dusíku z povrchu měsíce, stejně jako je to u Pluta. Povrchová teplota dosahuje minimálně 35,6 K (−237,6 °C), protože dusíkatý led má krystalickou hexagonální strukturu a přechod mezi touto teplejší strukturou a krychlovou strukturou nastává právě při této teplotě. Maximální teplota je něco málo nad 40 K. Tento rozsah teploty je menší než na Plutu, kde je průměrná teplota 44 K (−229 °C). Tlak na povrchu měsíce je pouze 1,4–1,9 pascalů (0,014–0,019 millibarů).
Turbulence na povrchu měsíce vytváří troposféru, která sahá do výšky 8 km.  Triton má místo běžné stratosféry rovnou termosféru ve výšce od 8 do 950 km a nad ní ještě exosféru. Ve vrchních vrstvách atmosféry teplota dosahuje hodnoty 95 ± 5 K, což je více než na povrchu, a to kvůli teplu získanému z vesmíru. Ve většině částech troposféry se nacházejí mlhy složené nejspíše z uhlovodíků a nitrilů, které vznikají působením slunečního záření na methan. Dusík na Tritonu vytváří mračna sahající 1 až 3 km nad jeho povrch.
Pozorování ze Země v devadesátých letech 20. století naznačila, že měsíc má hustější atmosféru, než se předtím myslelo z dat sondy Voyager 2. Dalšími pozorováními bylo zjištěno, že se teplota na Tritonu mezi lety 1989 a 1998 zvedla o 5 %. Tato pozorování ukazují, že měsíc se blíží k neobvykle teplému období, které nastává jednou za několik stovek let. Jednou z možných příčin je snížení albeda, které by umožnilo vstřebat více tepla.

### Povrch
Všechny znalosti o povrchu měsíce byly zjištěny sondou Voyager 2 v roce 1989. Na 40 % povrchu, které Voyager zmapoval, se vyskytovaly kaňony, skály a ledové plochy, nejčastěji ze zmrzlého methanu. Jeho povrch je poměrně plochý a jeho výškové převýšení mezi dvěma body nepřesahuje výškový kilometr. Na měsíci je celkem málo impaktních kráterů. Z analýzy hustoty a rozmístění kráterů vyplynulo, že Tritonův povrch je v geologickém smyslu velmi mladý, v různých oblastech se jeho stáří odhaduje mezi 6 miliony a 50 miliony let.

#### Kryovulkanismus

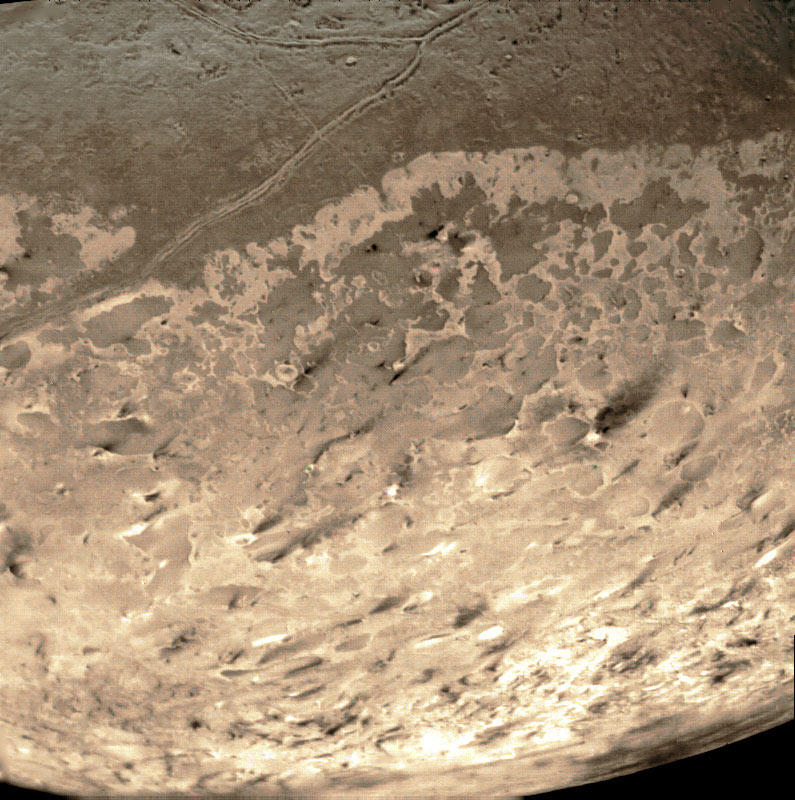
Pruhy na povrchu nejspíše způsobené gejzíry chrlícími dusík

Triton je geologicky aktivní; jeho povrch je mladý a nevyskytuje se na něm mnoho impaktních kráterů. I když je složen ze zmrzlých složek, podpovrchové procesy jsou podobné jako ty, které na Zemi vytvářejí sopky a riftová údolí, ale namísto roztavených hornin vyvrhují amoniak a led. Povrch pokrývají údolí a hřebeny, což je nejspíše důsledek tektoniky a ledového vulkanismu. Většina povrchových útvarů je endogenního původu, konkrétně spíše vulkanického než tektonického.
Když Voyager 2 zkoumal Triton, astronomové zaznamenali několik gejzírům podobných erupcí špatně viditelného dusíku doprovázeného prachovými částicemi, které stoupaly až do výšky 8 km nad povrch měsíce. Spolu se Zemí, měsíci Io a Enceladem je tak Triton jedním z mála známých objektů Sluneční soustavy, na kterém byla pozorována aktivní vulkanická činnost. (Venuše, Mars, Europa, Titan a Dione jsou možná také vulkanicky aktivní.)
Všechny pozorované gejzíry se nacházely mezi 50° a 57° jižní šířky, což je oblast blízká subsolárnímu bodu. To naznačuje, že potřebné teplo je dodávané Sluncem. Předpokládá se, že povrch Tritonu tvoří průsvitná vrstva zmrzlého dusíku, pod kterou se nachází vrstva tmavšího materiálu, což způsobuje podobný jev jako skleníkový efekt na Zemi. Zvýšení teploty o pouhé 4 K oproti okolní teplotě 37 K by mohlo způsobit erupci pozorovaných rozměrů. Tyto výtrysky jsou odlišné od kryovulkanických procesů na jiných objektech Sluneční soustavy, kde hraje důležitou roli vnitřní teplo tělesa. Předpokládá se, že podobné procesy jako u Tritonu, ale s oxidem uhličitým, probíhají i na jižní polární čepičce Marsu během každého jara.
Erupce gejzíru může trvat až jeden rok. Snímky sondy Voyager 2 ukázaly množství oblastí s tmavým materiálem v oblastí gejzírů na jižní polokouli měsíce. Mezi lety 1977 a 1989, kdy okolo měsíce proletěl Voyager 2, výrazně ztratil Triton svou původní načervenalou barvu a zbledl, což naznačuje, že během těchto dvanácti let světlejší zamrzlý dusík pokryl vrstvu červeného materiálu.

#### Polární čepička, hřbety a roviny

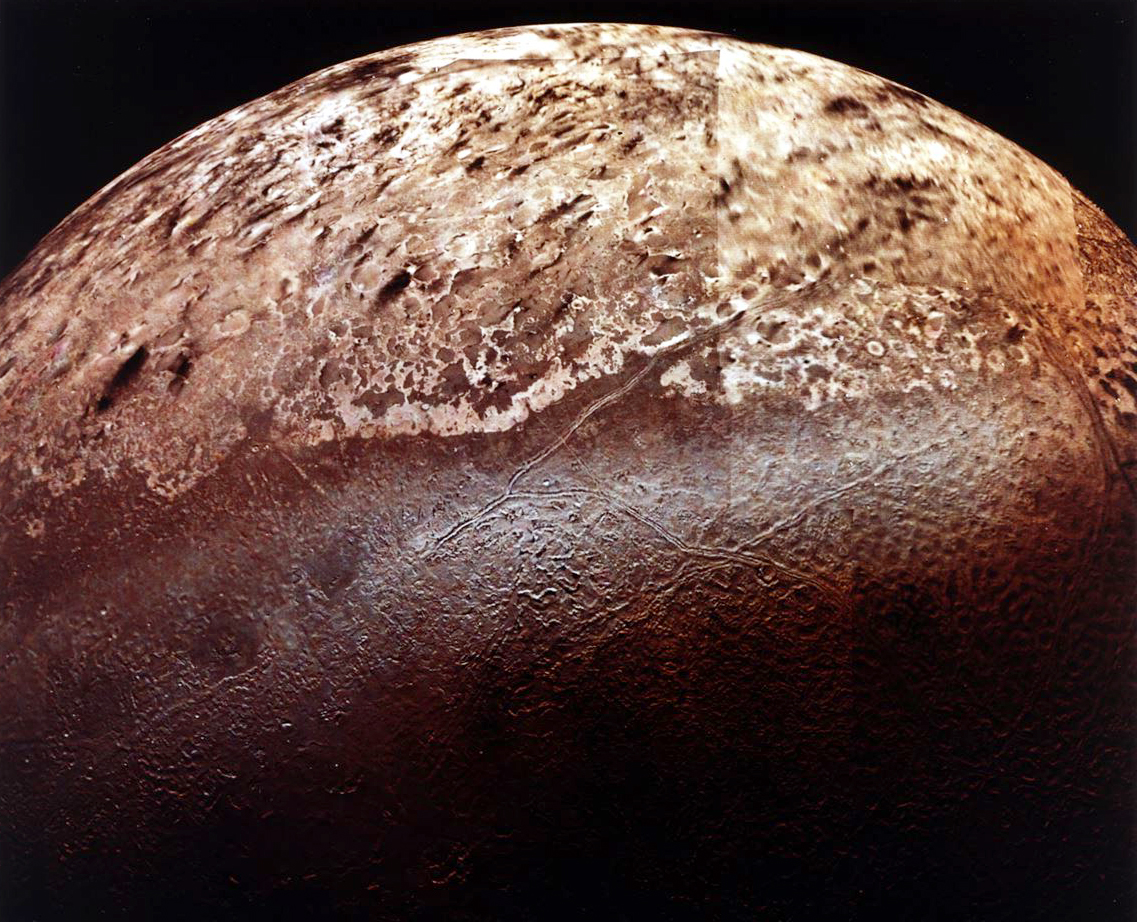
Tritonova červená jižní polární čepička

Jižní polární oblast měsíce je tvořena čepičkou zmrzlého dusíku a metanu posetou impaktními krátery a gejzíry. O severním pólu se toho ví velmi málo, protože při průletu sondy Voyager 2 byl na noční straně. Předpokládá se ale, že Triton severní polární čepičku má.
Vyvýšené roviny na východní polokouli Tritonu překrývají starší útvary, takže je téměř jisté, že jsou výsledkem vulkanických procesů. Roviny jsou prosety prohlubněmi, z kterých pravděpodobně láva unikala. Složení lávy není s určitostí známo, ale nejspíše to bude směs amoniaku a vody.
Na Tritonu se nacházejí čtyři roviny zhruba kruhového tvaru. Jsou to zatím nejplošší objevená místa na měsíci, maximální rozdíl nadmořské výšky v rámci těchto rovin je 200 m. Vznikly nejspíše erupcí ledové lávy.
Na povrchu se také nacházejí spletité struktury tvořené hřbety a údolími, které vznikly pravděpodobně kvůli střídajícím se obdobím ochlazování a oteplování. Mnoho z nich je také možná tektonického původu a mohlo vzniknout horizontálním zlomem nebo riftem. Některé z nich vypadají jako hřbety na Europě a mohou tak mít stejný původ. V rovníkové oblasti dlouhé zlomy se souběžnými pohořími vytvářejí rýhy.

#### Vrásčitý povrch

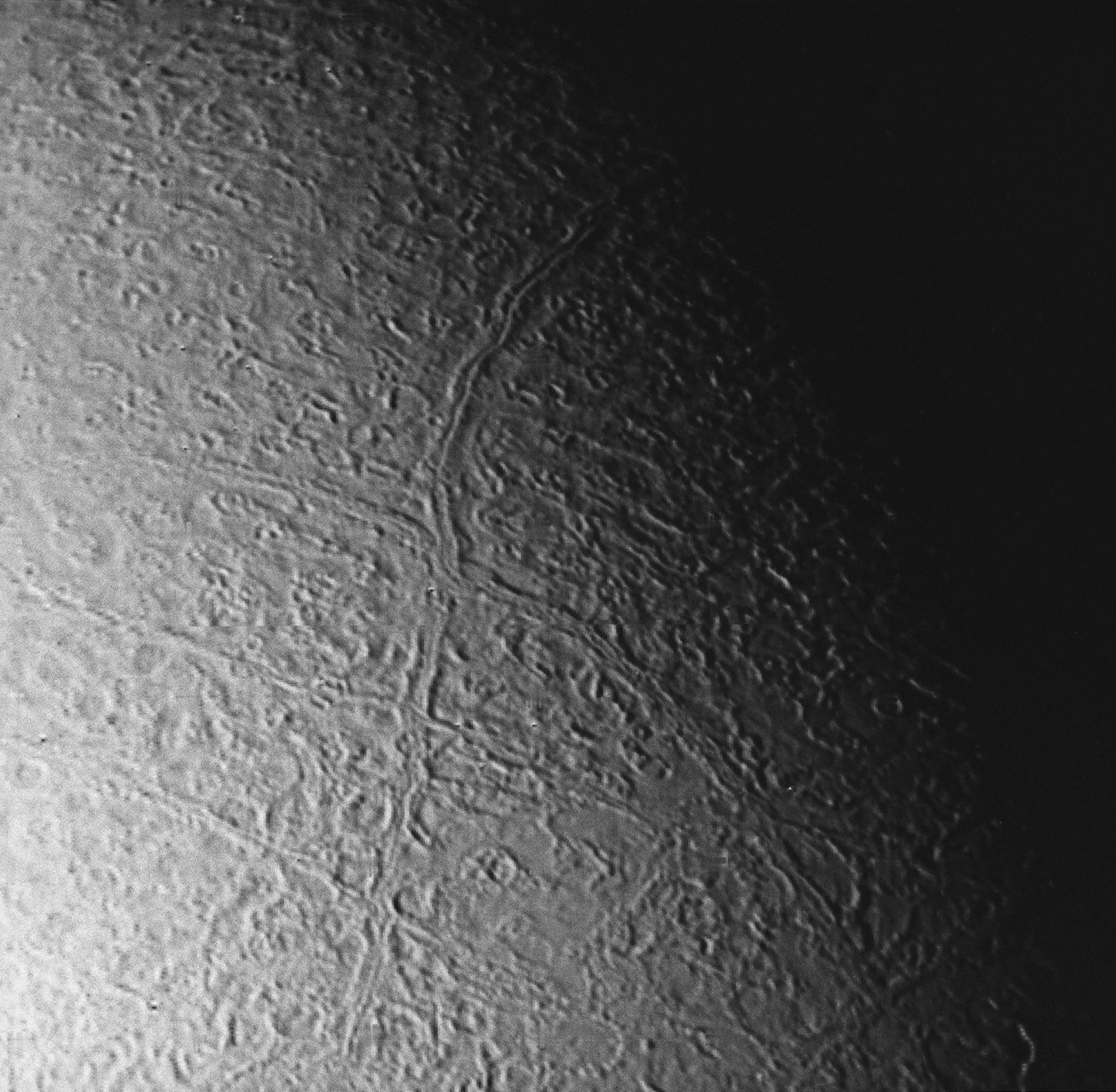
Povrch připomínající kantalup focený Voyagerem 2 ze vzdálenosti 130 000 km

Západní polokoule Tritonu je pokryta zvláštní směsicí útvarů, které v celku připomínají povrch melounu kantalupu. Předpokládá se, že tato část je nejstarší částí povrchu měsíce. Pravděpodobně pokrývá většinu západní polokoule Tritonu.
Takovýto vrásčitý povrch, který se z většiny skládá ze znečištěného ledu, se ze zatím objevených objektů objevuje jen na Tritonu. Prolákliny, které obsahuje, mají 30–40 km v průměru. Pravděpodobně nejsou výsledkem dopadu kráterů, protože mají podobnou velikost. Vznikly pravděpodobně působením diapirismu, kdy méně hustý materiál vystupuje na povrch skrze hustší materiál. Mezi další teorie jejich vzniku patří působení kryovulkanismu.

#### Impaktní krátery

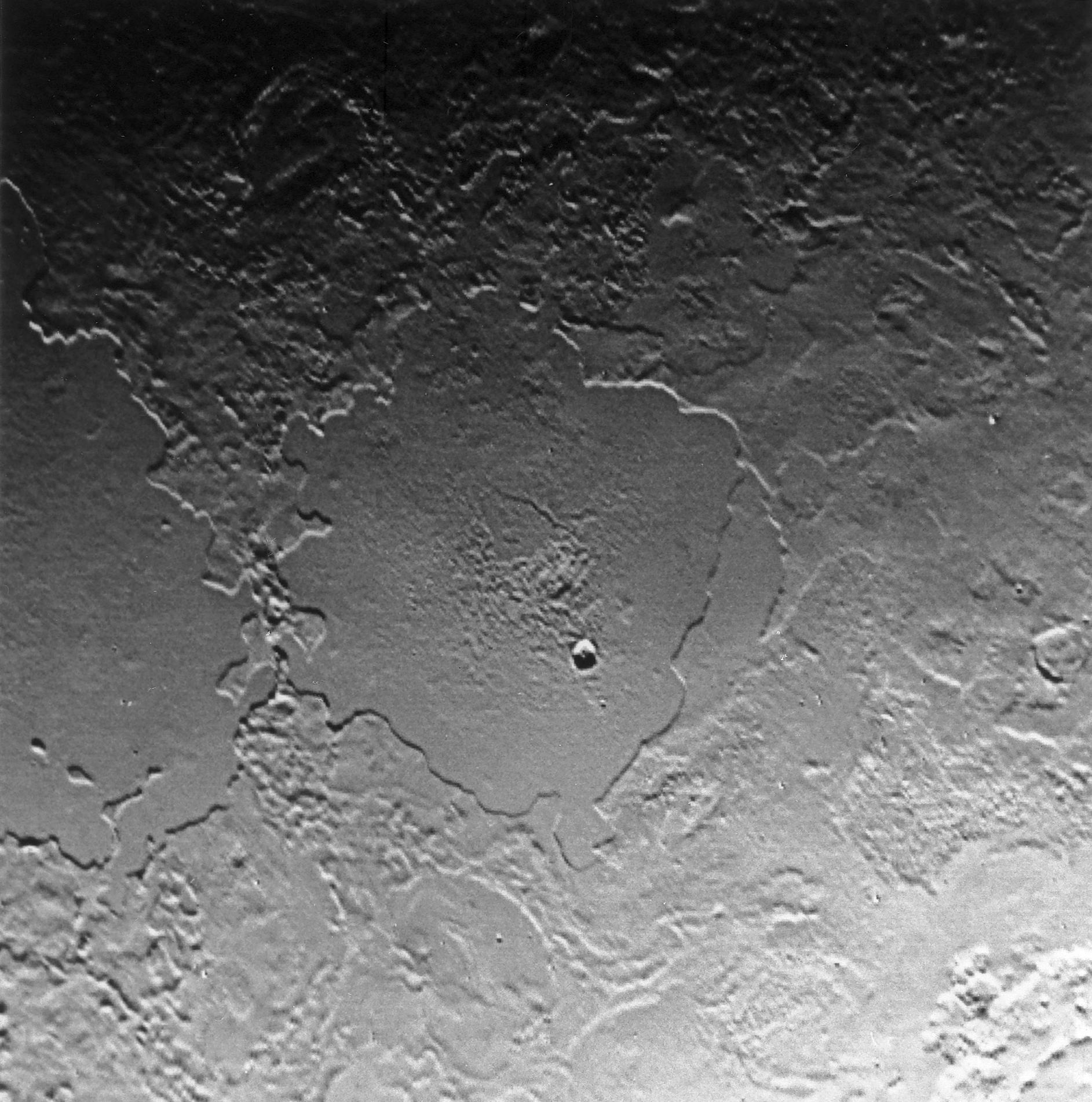
Malý počet kráterů na povrchu Tritonu je důkazem vysoké geologické aktivity

Kvůli neustálým geologickým aktivitám je výskyt impaktních kráterů na povrchu Tritonu celkem výjimečný. Když Voyager 2 zkoumal krátery na tomto měsíci, nalezl pouze 179 takových, které jsou nesporně impaktní. Např. na Uranově měsíci Mirandě, jejíž povrch je velký pouze 3 % povrchu Tritonu, bylo nalezeno 835 impaktních kráterů. Největší nám známý impaktní kráter na Tritonu má poloměr 27 km. Byly nalezeny i větší krátery, ale ty nejspíše nejsou impaktního původu, nýbrž vulkanického.
Většina impaktních kráterů je soustředěna na straně, která je ve směru oběhu měsíce, okolo rovníku mezi 30° a 70° zeměpisné délky, a má původ v oběžné dráze Neptunu. Vzhledem k tomu, že jedna strana je stále natočena k Neptunu, se astronomové domnívají, že na zadní straně (vzhledem k oběhu) je méně impaktních kráterů, ale protože Voyager prozkoumal jen 40 % povrchu, tak tento závěr není zatím potvrzen.

## Pozorování a průzkum

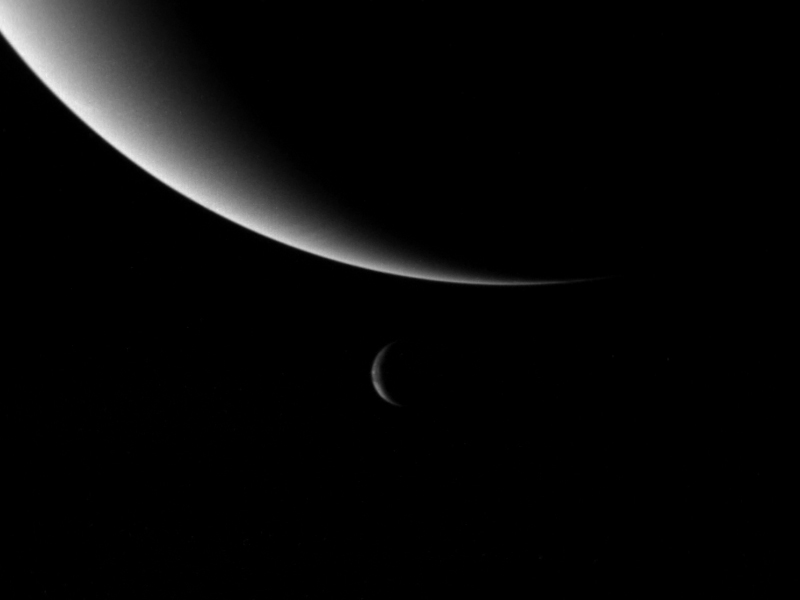
Neptun (nahoře) a Triton (dole) tři dny po přeletu Voyageru 2

Vlastnosti oběžné dráhy Tritonu byly určeny s velkou přesností v 19. století. Bylo objeveno, že má retrográdní dráhu s velkým úhlem inklinace k rovině Neptunova oběhu. První detailní pozorování samotného měsíce proběhlo v roce 1930. Celkově o něm bylo známo velmi málo do doby, než byl koncem 20. století pozorován Voyagerem 2.
Před Voyagerem 2 si astronomové mysleli, že na Tritonu mohou být moře s tekutým dusíkem a atmosféra z dusíku a methanu s hustotou až 30 % hustoty atmosféry Země. Tyto odhady se ale ukázaly býti silně přeceněné. Hustou atmosféru měl měsíc nejspíše krátce po svém vzniku.
První pokus o změření průměru měsíce provedl Gerard Kuiper v roce 1954. Naměřil hodnotu 3800 km. Další měření dávala hodnoty mezi 2500 a 6000 km, neboli od velikostí trochu menších než průměr Měsíce po téměř polovinu průměru Země. Data z Voyageru 2 z 25. října 1989 vedla k mnohem přesnějšímu odhadu na 2706 km.
V devadesátých letech 20. století byla provedena pozorování, která naznačují vyšší hustotu atmosféry, než naměřil Voyager 2.
Nové návrhy na mise k Neptunovu systému, které měly být uskutečněny v druhém desetiletí 21. století, předkládali vědci NASA v několika posledních desetiletích. Všechny počítaly s Tritonem jako s hlavním cílem a několik z nich navrhovalo možnost povrchové sondy (obdobně jako Huygens na Titanu). NASA se ale v současnosti zaměřuje na systémy Jupiteru a Saturnu a na žádné z těchto návrhů se nepodařilo získat finance.

## Triton v kultuře
- V humoristickém sci-fi románu Nekonečno vítá ohleduplné řidiče dvojice britských autorů Rob Grant a Doug Naylor je Triton cílovou destinací kosmické těžební lodi Červený trpaslík.[47]